# Schloss Rudolfshausen

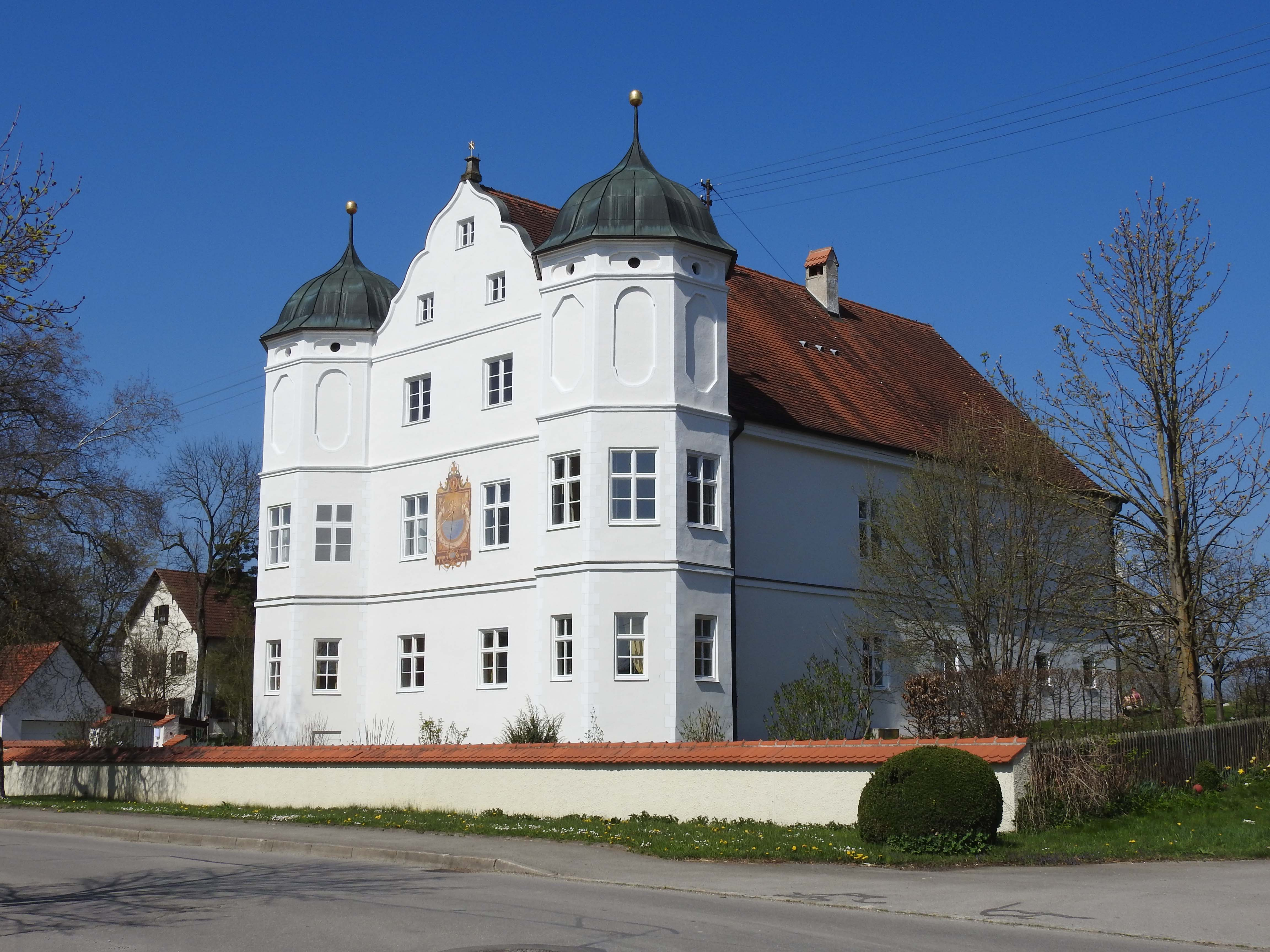
Schloss Rudolfshausen

Das Schloss Rudolfshausen befindet sich in Holzhausen, einem Ortsteil der Gemeinde Igling im Landkreis Landsberg am Lech im südlichen Bayern. Es ist ein rechteckiger Satteldachbau mit geschweiftem Ziergiebel und zwei zur Straßenseite vorspringenden Ecktürmen aus der Zeit des Spätbarock.

## Geschichte und Besitzer

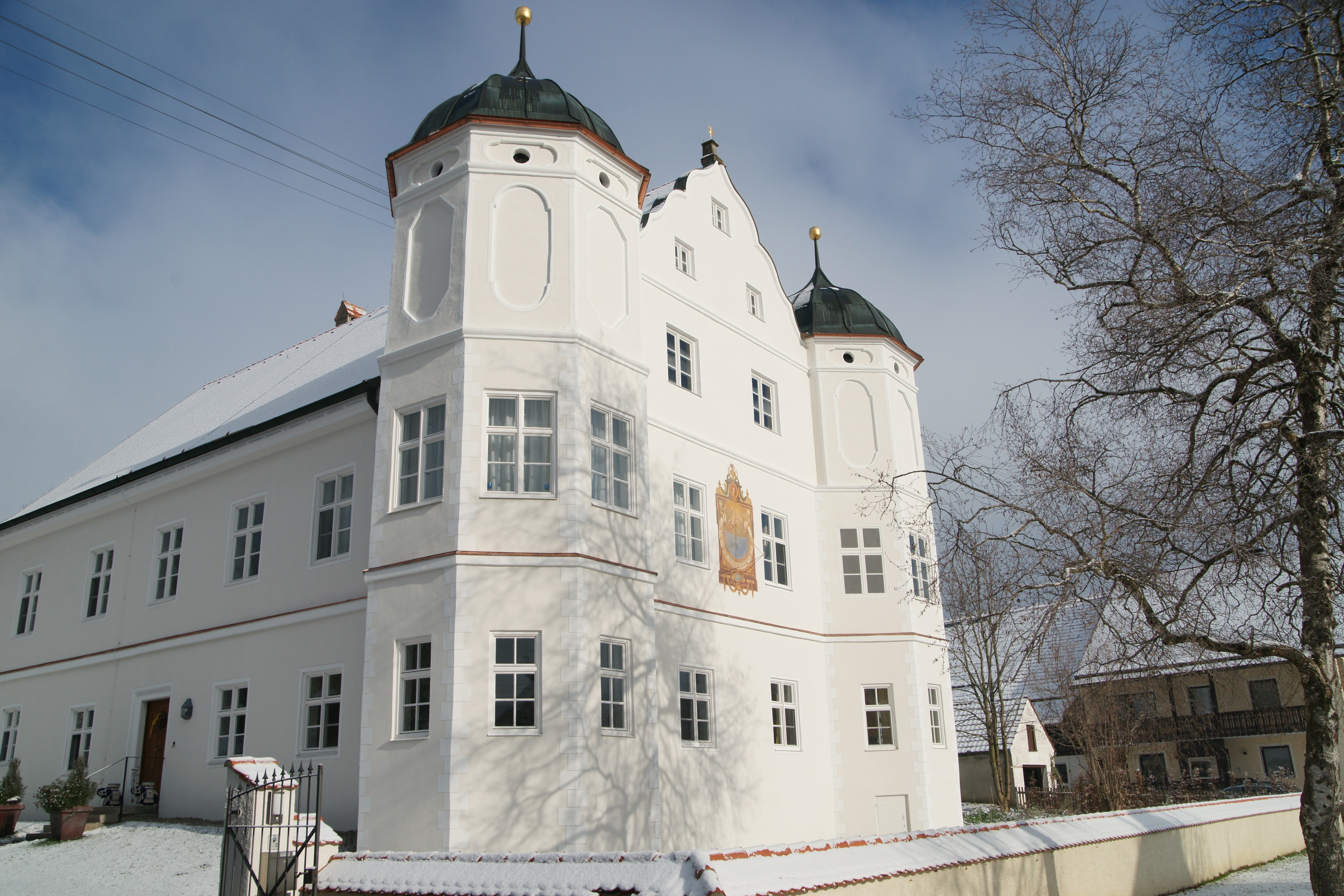

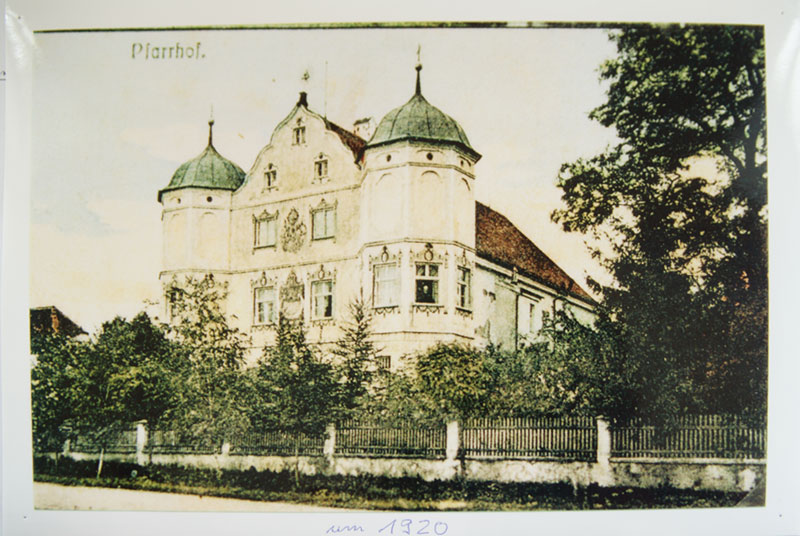
Schloss Rudolfshausen um 1920

1580 bis 1581 ließ Ludwig von Welser aus der Augsburger Kaufmanns- und Finanzdynastie der Welser das prächtige Landschloss erbauen. Nach der Fertigstellung ließ Ludwig Welser bei dem Habsburger Kaiser Rudolf II. anfragen, ob er ihm, dem Kaiser zu Ehren, das Gebäude „Schloss Rudolfshausen“ nennen dürfe. Der Kaiser stimmte zu und ließ eine entsprechende Urkunde ausfertigen.
Nach dem frühen Tod von Ludwig Welser kam Schloss Rudolfshausen in den Besitz des neuen Ehemanns der Witwe, Hans von Gaisberg, Siegler und Lehenspropst des Fürstbischofs Ernst von Bayern. Nach dessen Tod kam Schloss Rudolfshausen 1609 in den Besitz der Fugger-Dynastie aus Augsburg. Von 1622 bis 1624, ihrem Tod, wohnte Maria Fugger, geb. Gräfin von Schwarzenberg, die Witwe von Christoph Fugger (einem Sohn des Hans Fugger), im Schloss. Sie ging in die Ortsgeschichte von Holzhausen ein, da sie eine Kapelle im nördlichen Schlossgarten bauen ließ: die Rindenkapelle, die bis heute ein beliebter Gnadenort ist.
Danach ging Schloss Rudolfshausen in den Besitz der katholischen Kirche über, zuerst an das Kloster Heilig Kreuz Augsburg, danach an das Kloster Steingaden. Nach der Säkularisation 1803 ging das Schloss in eine Pfarrpfründe über und befindet sich somit weiter im Besitz der katholischen Kirche, Diözese Augsburg.

## Heutige Nutzung
Heute wird das Schloss von einem gemeinnützigen Bildungs- und Kulturverein als auch als privater Wohnraum genutzt. Im Schloss lebte und arbeitete ab 2011 die Publizistin und Schriftstellerin Helene Walterskirchen.